# 스튜드베이커 아반티

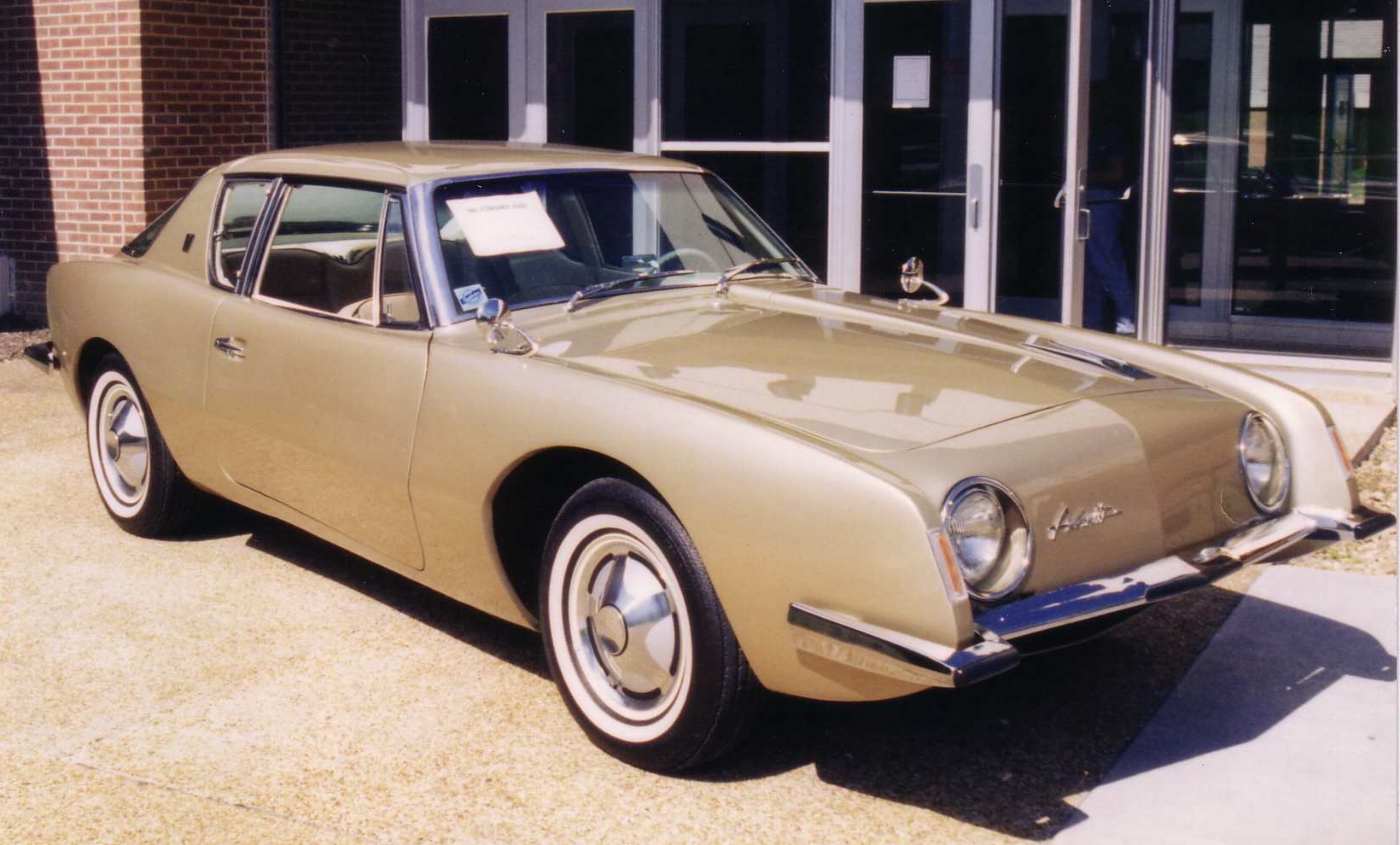

스튜드베이커 아반티(Studebaker Avanti)는 1962년 6월부터 1963년 12월까지 스튜드베이커 코퍼레이션(Studebaker Corporation)에서 제조 및 판매한 개인용 고급 쿠페이다. 제작자를 위한 후광 자동차인 이 자동차는 "미국 유일의 4인승 고성능 개인용 자동차"로 판매되었다.
"전후 산업의 가장 중요한 이정표 중 하나"로 묘사되는 레이몬드 로위(Raymond Loewy)가 설계한 자동차는 안전 기능과 고속 성능을 제공했다. 소개 당시 "세계에서 가장 빠른 양산차"라고 불렸던 개정판 아반티는 보네빌 솔트 플랫(Bonneville Salt Flats)에서 슈퍼차저 289입방인치(4,740cm3) R3 엔진으로 170mph(270km/h) 이상에 도달했다. 전체적으로 본네빌 솔트 플랫에서 29개의 세계 속도 기록을 깼다.
스튜드베이커가 이 모델을 단종한 후 2006년까지 아반티 모델의 파생 제품을 제조 및 판매한 5개의 벤처 기업이 이어졌다. 이러한 벤처 기업은 스튜드베이커 자산의 후계자와의 계약을 통해 지적 재산권에 라이선스를 부여하고 경우에 따라 부품을 조달했다.